# Tsewang Choegyal Tethong
Tsewang Choegyal Tethong (ur. 1935 w Qamdo, zm. 12 marca 2024 w Kanadzie) – tybetański polityk.
Pochodził z arystokratycznego rodu. Opuścił Tybet w 1949, na krótko przed inwazją ChALW. W 1959 uczestniczył w tworzeniu pierwszych obozów uchodźców tybetańskich w Indiach, pracował jako tłumacz, w tym osobisty tłumacz Dalajlamy. W latach 70. otrzymał propozycję pracy w charakterze wykładowcy w Pearson College na Vancouver i przybył do Kanady, gdzie zamieszkał. Pełnił funkcję reprezentanta Dalajlamy w Nowym Delhi, w latach 1997-2001 był kalonem informacji i stosunków międzynarodowych Centralnej Administracji Tybetańskiej. Był honorowym profesorem University of British Columbia.